# Teucholabis annuloabdominalis
Teucholabis annuloabdominalis är en tvåvingeart som beskrevs av Senior-white 1921. Teucholabis annuloabdominalis ingår i släktet Teucholabis och familjen småharkrankar.
Artens utbredningsområde är Sri Lanka. Inga underarter finns listade i Catalogue of Life.